# Hemaris croatica
Hemaris croatica és una espècie de lepidòpter ditrisi de la família dels esfíngids (Sphingidae) distribuïda des d'Europa fins a Àsia Central.

## Distribució
Es distribueix per una franja principal que va des de l'antiga Iugoslàvia fins a Afganistan, incloent Grècia, Liban, certs punts d'Ucraïna, entre d'altres.

## Descripció

### Imago
Envergadura alar d'entre 36 i 64 mm. Es distingeix d'altres espècies del gènere per presentar escamació a les ales i, per tant, tenir-les colorides en comptes de transparents. Cap i tòrax verds oliva. Abdomen verd oliva amb una franja horitzontal vermella que ocupa dos segments abdominals, acabat amb un cúmul de pèl vermell i negre. Ales anteriors verdes oliva amb una franja marginal i submarginal vermella. Ales posteriors roges.

### Eruga
pot arribar als 50 mm i és polimòrfica. Generalment és verda o marró, amb tot el cos puntejat de blanc i dues línies laterals per sobre dels espiracles blanques. En les formes verdes la base de la cua és blava i la punta verda i en les marrons és completament marró. Cap verd o marró.

## Hàbitat
Prefereix vessants de muntanyes oberts, secs i calorosos, amb algun arbust o bosquina. L'eruga s'alimenta principalment de Scabiosa (sobre Scabiosa argentea a Crimea), tot i que també accepta Cephalara i Asperula.

## Període de vol
A la zona septentrional de la seva distribució només hi ha una generació durant el juliol, mentre que a la meridional n'hi ha dues: la primera al maig/juny i la segona a l'agost. Excepcionalment n'hi pot haver tres: maig/juny, juliol/agost i agost/setembre.

## Costums
La femella pon els ous individualment. Les erugues, a diferència d'altres esfíngids, acostumen a caure a terra si són destorbades.